# Montreuil-des-Landes
Montreuil-des-Landes ist eine Gemeinde in der Bretagne in Frankreich. Sie gehört zum Département Ille-et-Vilaine, zum Arrondissement Fougères-Vitré und zum Kanton Vitré. Die Bewohner nennen sich Montreuillais.

## Lage
Die Gemeinde grenzt im Nordwesten an Combourtillé, im Norden an Billé, im Nordosten an Parcé, im Südosten an Châtillon-en-Vendelais, im Süden an Saint-Christophe-des-Bois und im Westen an Mecé.  Das Siedlungsgebiet liegt durchschnittlich auf mehr als 100 Metern über Meereshöhe. An der nördlichen Gemeindegrenze verläuft das Flüsschen Général, das hier noch Ruisseau du Moulin Tizon genannt wird.

## Bevölkerungsentwicklung
| Jahr      | 1962 | 1968 | 1975 | 1982 | 1990 | 1999 | 2008 | 2017 |
| --------- | ---- | ---- | ---- | ---- | ---- | ---- | ---- | ---- |
| Einwohner | 277  | 255  | 242  | 234  | 198  | 184  | 219  | 240  |

## Sehenswürdigkeiten

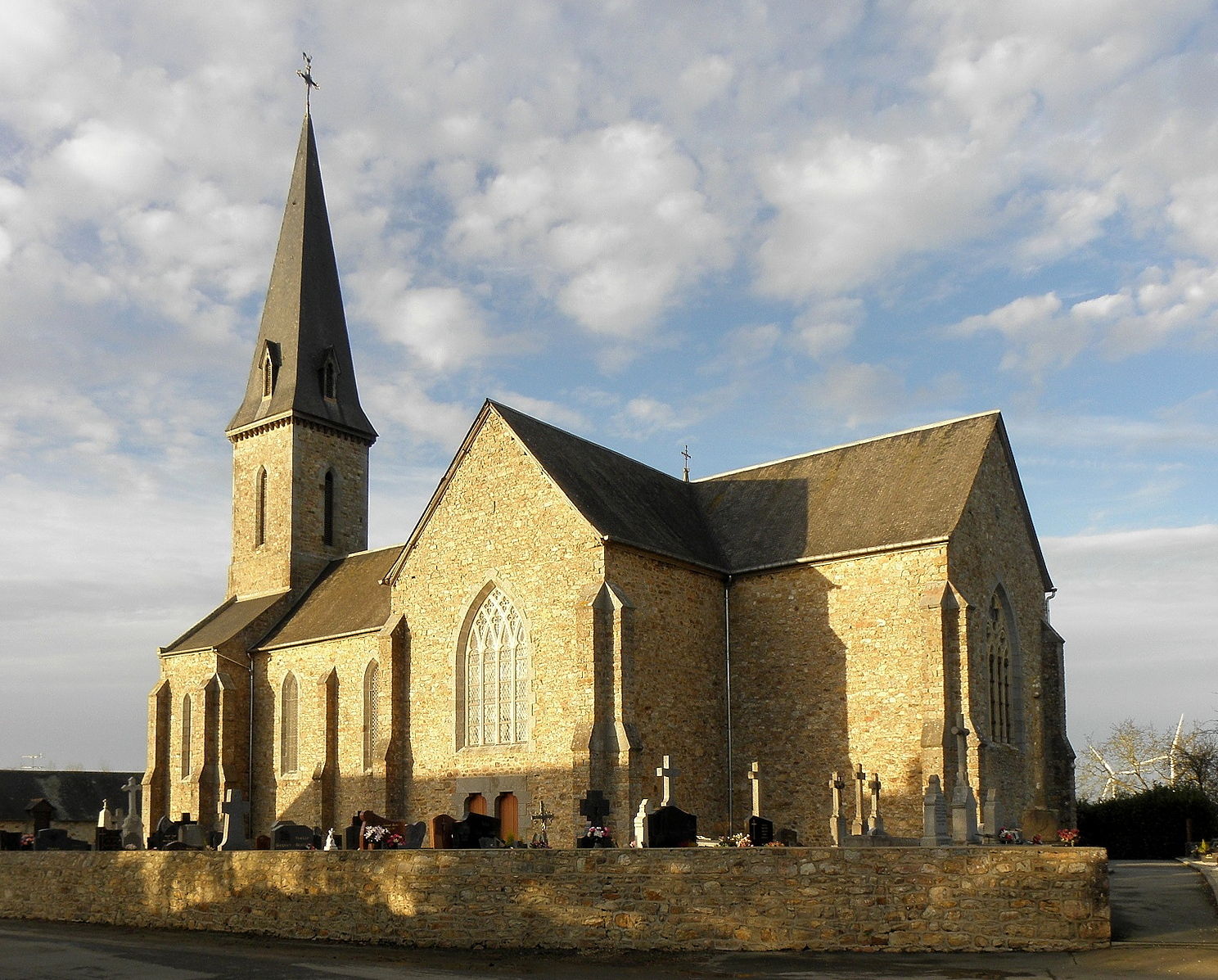
Kirche Notre-Dame

- Kirche Notre-Dame